# AKI INOMATA
AKI INOMATA（あき いのまた 1983年 - ）は、日本の現代美術家。多摩美術大学非常勤講師。武蔵野美術大学非常勤講師。女子美術大学非常勤講師。早稲田大学理工学術院電気・情報生命工学科嘱託研究員。デジタルハリウッド大学大学院特任准教授。

## 人物
1983 年東京都生まれ。2008 年東京藝術大学大学院先端芸術表現専攻修了。
貨幣に描かれた肖像を貝に真珠として育ませ『貨幣の化石』を作り出す試みである「貨幣の記憶」シリーズ、アンモナイトの化石をその近縁種であり進化の過程で貝殻を捨てたとされるタコと出会わせる「進化への考察」、都市をかたどった透明な「やど」を3D プリンターで出力してヤドカリに渡す「やどかりに『やど』をわたしてみる」シリーズ、「犬の毛を私がまとい、私の髪を犬がまとう」など、動物と共に制作した作品を多く発表。
近年の主な展覧会に 2020-2021年「Broken Nature」（ニューヨーク近代美術館：MoMA）、2019年「AKI INOMATA: Significant Otherness 生きものと私が出会うとき」（十和田市現代美術館 、青森）、2019年「第22回ミラノ・トリエンナーレ」（トリエンナーレデザイン美術館、ミラノ）、「トロントビエンナーレ The Drowned World」（カナダ）、2018年「Thailand Biennale 2018」(クラビ、タイ) 、などがある。

## 単著
- AKI INOMATA: Significant Otherness 生きものと私が出会うとき（美術出版社、 2020.4）[4]

## 収蔵
- Art Gallery of South Australia、南オーストラリア
- JAPIGOZZI Collection、ジュネーヴ
- クラビ市、タイ
- ニューヨーク近代美術館、ニューヨーク
- 金沢21世紀美術館、金沢
- 北九州市立美術館、福岡[5]

## 受賞歴
- Asian Art Award 特別賞[6]（2018年）
- YouFab Global Creative Awards グランプリ[7]（2014年）
- 第15回岡本太郎現代芸術賞入選[8]（2012年）

## 経歴
- 2021年　デジタルハリウッド大学大学院特任准教授
- 2020年　武蔵野美術大学非常勤講師
- 2019年　女子美術大学美術学科非常勤講師
- 2017年　Asian Cultural Councilの招聘を受けてニューヨークのレジデンシーISCPに滞在
- 2014年　多摩美術大学情報デザイン学科非常勤講師
- 2013年　早稲田大学理工学術院電気・情報生命工学科嘱託研究員
- 2008年　東京藝術大学大学院美術研究科先端芸術表現専攻修了

## 活動履歴

### 個展
- 2022「アペルト16 AKI INOMATA：Acting Shells」金沢21世紀美術館、石川[9]
- 2019「guest room 004 AKI INOMATA 『相似の詩学 ―異種協働のプロセスとゆらぎ』」北九州市立美術館、福岡
- 2019「Significant Otherness 生きものと私が出会うとき」十和田市現代美術館、青森
- 2018「Aki Inomata, Why Not Hand Over a “Shelter” to Hermit Crabs?」ナント美術館、フランス
- 2015「Solaé Art Gallery Project vol.11」／東京エレクトロン／東京
- 2015「スペクトラムファイル 07 AKI INOMATA」／SPIRAL／東京
- 2015「エマージェンシーズ！025 『Inter-Nature Communication』AKI INOMATA」／NTTインターコミュニケーション・センター [ICC]／東京
- 2014「HAMBURG ILLUSTRATED ENCYCLOPEDIA」／FRISE／ハンブルク、ドイツ
- 2014「犬の毛を私がまとい、私の髪を犬がまとう」／HAGISO／東京
- 2012「girl, girl, girl . . . 」／西武渋谷店／東京
- 2011「Aki Inomata : Why Not Hand Over a ‘Shelter’ to Hermit Crabs? 」Fleming Museum of Art／バーモント、アメリカ

### グループ展
- 2021「New Elements」国立トレチャコフ美術館／モスクワ[10]
- 2021「The World Began without the Human Race and It Will End without It」 国立台湾美術館／台中
- 2020「Broken Nature」MoMA／ニューヨーク
- 2021「Broken Landscapes: Have Our Cities Failed?」忠泰美術館／台北
- 2019「トロントビエンナーレ The Drowned World」／カナダ
- 2019「第22回ミラノ・トリエンナーレ　Broken Nature」／トリエンナーレデザイン美術館／ミラノ、イタリア
- 2018「タイビエンナーレ2018」／クラビ市内、タイ
- 2018「現美新幹線」 JR東日本／新潟
- 2016「KENPOKU ART 2016 茨城県北芸術祭」／茨城
- 2016「Out of Hand: Materialising the Digital」／Museum of Applied Arts & Sciences／シドニー、オーストラリア
- 2016「ECO EXPANDED CITY 2016」／WRO Art Center／ポーランド、ヴロツワフ
- 2015「第4回 デジタル・ショック -リアルのファクトリ-」／アンスティチュ・フランセ東京
- 2014「アルスエレクトロニカ　フェスティバル2014」 ／リンツ、オーストリア
- 2014「マテリアライジング展Ⅱ - 情報と物質とそのあいだ -」／東京藝術大学陳列館／東京
- 2012「第15回 岡本太郎現代芸術賞展」／川崎市岡本太郎美術館／神奈川」
- 2009「No Man's Land」／旧在日フランス大使館／東京

## 記事
- 生物は予測できないからこそ面白い / 連載「作家のB面」Vol.1 AKI INOMATA[11]
- Tokyo Art Beat 「現代美術家・AKI INOMATA インタビュー「アートは自分を更新するもの」｜“Why Art?” AKI INOMATA Interview」[12]
- 曖昧な「作者」を追い求めて。CAFAA2020ファイナリスト・AKI INOMATAインタビュー[13]
- テレ朝POST 「ヤドカリ、タコ、ビーバー、生き物との「セッション」で作品を生み出す現代美術家、AKI INOMATAの発想の源を探る」[14]